# بانیاتیکا
بانیاتیکا (به ایتالیایی: Bagnatica) یک کومونه در ایتالیا است که در استان برگامو واقع شده‌است.

## خصوصیات
بانیاتیکا ۶٫۲ کیلومترمربع مساحت و ۴٬۰۲۵ نفر جمعیت دارد و ۲۲۰ متر بالاتر از سطح دریا واقع شده‌است.